# Wereldmediahuis
Wereldmediahuis is een Belgische mediaorganisatie. Het is een vereniging zonder winstoogmerk (vzw).

## Historiek
De vzw werd in 2002 opgericht met acht ngo-leden: 11.11.11, Broederlijk Delen, Vredeseilanden, FOS, Trias, Wereldsolidariteit, Oxfam-Wereldwinkels en Plan België met oog op het verbreden en versterken van het draagvlak voor ontwikkelingssamenwerking in Vlaanderen.
Deze missie wordt vervuld door de ruime publieke opinie op een permanente en journalistieke wijze te informeren duurzame ontwikkeling en de andersglobalisering. De hoofdactiviteiten van Wereldmediahuis vzw zijn het uitgeven van de nieuwssite MO.be en van het printmagazine MO*. Daarnaast wordt ook een meer fundamentele reflectie op de mondiale verhoudingen gerealiseerd door de publicatie van MO*papers (digitale achtergronddossiers) en door de organisatie van MO*lezingen, MO*Talks en mondiale cafés. De vzw wordt gefinancierd door het jaarlijks lidgeld van de lidorganisaties, subsidies van Directoraat-Generaal Ontwikkelingssamenwerking, subsidies van het De Vlaamse Overheid, Departement Buitenlandse Zaken, Mondiale Uitdagingen en eigen inkomsten uit abonnementen, advertenties en organisatie van MO*lezingen.
In 2007 werd Frank Beke voorzitter van de raad van bestuur en werd in 2014 opgevolgd door Josse Abrahams.